# Relations entre la Corée du Nord et l'Union européenne
Les relations entre la Corée du Nord et l'Union européenne ont été établies en mai 2001.

## Histoire
Des relations diplomatiques auraient été entretenue depuis 2001 en vue de maintenir le dialogue.
À partir de 2015, l'Union européenne a mené un dialogue secret avec la Corée du Nord afin que celle-ci mette un terme à son programme nucléaire. Entre 2015 et 2018, les représentants européens et nord-coréens se sont rencontrés 14 fois à Bruxelles. Selon Nirj Deva, il s'agissait de mettre en œuvre des mesures de réassurance en organisant un dialogue « sans conditions préalables ». La délégation nord-coréenne rencontrait en parallèle les responsables américains, chinois, japonais et sud-coréens.

## Sanctions
Des mesures autonomes ont été adoptées par l'Union européenne pour empêcher la Corée du Nord de poursuivre son programme nucléaire. À la suite du lancement, en décembre 2012, d'un satellite utilisant la technologie balistique, et à un essai nucléaire en février 2013, l'UE a adopté des mesures autonomes additionnelles.

## Représentation
L'UE ne dispose pas de représentation en Corée du Nord. Toutefois, sept de ses États membres en ont, pouvant notamment offrir une protection diplomatique à leur ressortissant en Corée du Nord. Ces États sont : l’Allemagne, la Bulgarie, la Pologne, la République tchèque, la Roumanie, le Royaume-Uni et la Suède.

## Sources

## Compléments